# Droit sierraléonais
Le droit sierra-léonais est le droit appliqué en Sierra Leone depuis l'indépendance du Royaume-Uni le 27 avril 1961.

## Sources du droit

### Constitution
La Constitution est la loi suprême de Sierra Leone.

### Législation
L'article 73 de la Constitution crée le Parlement et lui confère le pouvoir législatif.
L'article 170(1)(b) dispose que les lois sont en deuxième position dans la hiérarchie des normes internes de Sierra Leone.

### Règlement
L'article 170(1)(c) dispose que les règlements sont en troisième position dans la hiérarchie des normes internes de Sierra Leone.

### Lois existantes
D'après l'article 170(4) de la Constitution, les lois existantes sont les lois en vigueur avant l’entrée en vigueur de la Constitution de 1991. Ces lois ne sont pas affectées par l’entrée en vigueur de la Constitution de 1991 mais sont adaptées, interprétées, modifiées ou abrogées de façon à être conforme à la Constitution.

### Common law
L'article 170(2) de la Constitution dispose que la common law de Sierra Leone comprend la common law, les doctrines de l’équité et les règles de droit coutumier. L'article 170(3) définit le droit coutumier comme les règles de droit qui, par coutume, sont applicables à une communauté particulière de Sierra Leone.

## Organisation juridictionnelle
L'article 120(4) dispose que la Cour suprême, la Cour d'appel, et la Haute Cour sont les plus hautes juridiction de Sierra Leone.

### Tribunaux de premières instances et locaux
Les tribunaux locaux sont établis par le Local Court Act,  1963.

### Haute Cour de justice
La Haute Cour de justice a une juridiction originelle sur les affaires civiles et pénales. Par ailleurs, elle est aussi compétente pour prendre connaissance des affaires en matière industrielle, de travail, et administrative.

### Cour d'appel
La Cour d'appel est compétente pour prendre connaissance des appels interjetés depuis la Haute Cour de justice.

### Cour suprême
L'article 122(1) dispose que la Cour suprême est la plus haute juridiction de Sierra Leone. Elle peut prendre connaissance des pourvois formés depuis la Cour d'appel.
Par ailleurs, la Cour suprême siège en première instance dès lors qu'il s'agit d’interpréter la Constitution.

## Sources

## Compléments